# Čistoozërnoe
Čistoozërnoe (anche traslitterata come Čistoozernoe o Chistoozyornoe) è una cittadina situata nell'Oblast' di Novosibirsk, in Russia, nella Siberia sudoccidentale, in una zona di steppa a poca distanza dalle sponde del lago Čany; inquadrata amministrativamente come insediamento di tipo urbano, è il capoluogo del distretto di Čisto-Ozërnoe.